# Marinette
Marinette är administrativ huvudort i Marinette County i Wisconsin i USA. Vid 2010 års folkräkning hade Marinette 10 968 invånare.